# Adepero Oduye
Adepero Oduye (Brooklyn, 11 gennaio 1978) è un'attrice statunitense.

## Carriera
Oduye è nata a Brooklyn, New York, da genitori nigeriani. Inizia a studiare medicina alla Cornell University, ma decide poi di dedicarsi alla recitazione.
Nel 2011 recita nel film indipendente Pariah di Dee Rees e la sua interpretazione viene acclamata dalla critica; per il ruolo viene nominata all'Independent Spirit Award per la miglior attrice protagonista. Nel 2013 prende parte al film 12 anni schiavo di Steve McQueen, per il quale viene nominata insieme al resto del cast al Screen Actors Guild Award per il miglior cast cinematografico.
Nel corso degli anni prende parte a diverse produzioni teatrali, e in seguito debutta Broadway con The Trip to Bountiful di Horton Foote.
Nel 2015 appare nel film di Adam McKay La grande scommessa. Nel 2017 prende parte ai film The Dinner e Geostorm. Nel 2018 è nel cast di Galveston e ha un ruolo minore nel film Widows - Eredità criminale. Nel 2019 interpreta l'attivista Nomsa Brath nella miniserie Netflix When They See Us. Nel 2021 è nel cast principale della miniserie dei Marvel Studios The Falcon and the Winter Soldier.

## Filmografia

### Cinema
- On the Outs, regia di Lori Silverbush e Michael Skolnik (2004)
- Half Nelson, regia di Ryan Fleck (2006)
- Pariah, regia di Dee Rees (2011)
- The Coolest White Boy Ever, regia di Carl Ford (2012)
- 12 anni schiavo (12 Years a Slave), regia di Steve McQueen (2014)
- Emily & Tim, regia di Eric Weber (2015)
- La grande scommessa (The Big Short), regia di Adam McKay (2015)
- My Name Is David, regia di Chris Gallego Wong (2015)
- The Dinner, regia di Oren Moverman (2017)
- Geostorm, regia di Dean Devlin (2017)
- Galveston, regia di Mélanie Laurent (2017)
- Wanderland, regia di Josh Klausner (2018)
- Widows - Eredità criminale (Widows), regia di Steve McQueen (2018)
- Viper Club, regia di Maryam Keshavarz (2018)
- Tazmanian Devil, regia di Solomon Onita Jr. (2020)

### Televisione
- Law & Order - I due volti della giustizia (Law & Order) - serie TV, episodio 16x06 (2005)
- Law & Order: Criminal Intent - serie TV, episodio 6x08 (2006)
- Wifey, regia di Reginald Hudlin - film TV (2007)
- The Unusuals - I soliti sospetti (The Unusuals) - serie TV, episodio 1x06 (2009)
- Louie - serie TV, episodio 1x10 (2010)
- Steel Magnolias - Fiori d'acciaio (Steel Magnolias), regia di Kenny Leon - film TV (2012)
- When They See Us, regia di Ava DuVernay - miniserie TV (2019)
- Monsterland - serie TV, episodio 1x08 (2020)
- The Falcon and the Winter Soldier, regia di Kari Skogland - miniserie TV (2021)
- Cinque giorni al Memorial (Five Days at Memorial) - miniserie TV, 8 episodi (2022)
- Eric - miniserie TV, 6 episodi (2024)

## Doppiatrici italiane
Nelle versioni in italiano dei suoi film, Adepero Oduye è doppiata da:
- Benedetta Degli Innocenti in 12 anni schiavo, The Dinner
- Stella Musy in La grande scommessa
- Angela Brusa in Windows - Eredità criminale
- Gianna Gesualdo in Galveston
- Guendalina Ward in The Falcon and the Winter Soldier
- Letizia Scifoni in Eric

## Teatro
- The Bluest Eye, di Lydia Diamond, tratto da L'occhio più azzurro di Toni Morrison, regia di Eric Ting. Hartford Stage di Hartford (2008)
- The Trip to Bountiful, di Horton Foote, regia di Michael Wilson. Stephen Sondheim Theatre di New York (2013)
- Her Portmanteau, di Mfoniso Udofia, regia di Ed Sylvanus Iskandar. New York Theatre Workshop di New York(2017)
- Sojourners, di Mfoniso Udofia, regia di Ed Sylvanus Iskandar. New York Theatre Workshop di New York (2017)

## Riconoscimenti
- Black Reel Awards
  - 2012 – Miglior esordio per Pariah
  - 2012 – Candidatura alla miglior attrice protagonista per Pariah
  - 2012 – Miglior attrice non protagonista in un film televisivo o in serie tv per Steel Magnolias – Fiori d'acciaio
- African-American Film Critics Association Award
  - 2011 Miglior esordio per Pariah
- Denver Film Festival
  - 2011 – Rising Star Award per Pariah
- Independent Spirit Award
  - 2011 – Candidatura alla miglior attrice protagonista per Pariah
- NAACP Image Award
  - 2012 – Miglior attrice protagonista in un film televisivo, miniserie o speciale drammatico per Steel Magnolias – Fiori d'acciaio
  - 2012 – Candidatura per la miglior attrice protagonista per Pariah